# 希罗尼穆斯·莫尔金能否忘掉莫尔茜·哈姆比而寻找到真正的幸福么
《希罗尼穆斯·莫尔金能否忘掉莫尔茜·哈姆比而寻找到真正的幸福么》（英語：Can Heironymus Merkin Ever Forget Mercy Humppe and Find True Happiness?），1969年英国音乐电影，由安東尼·紐利执导并主演。
影片摄制于马耳他，布景之一盧登·聖爾完成工作后不久便去世。

## 奖项
| 年份 | 奖项               | 类别               | 被提名人               | 结果 |
| 1970 | 大不列顛作家公會奖 | 不列颠最佳原创剧本 | 安東尼·紐利和赫曼·勞徹 | 獲獎 |